# Adjud
Adjud (rumænsk udtale: [adˈʒud]; ungarsk: Egyedhalma) er en by i distriktet Vrancea i Vest Moldavien, Rumænien. Det har en befolkning på 14.670 indbyggere (2011). Det ligger ved et jernbaneknudepunkt. Adjud ligger nord for det punkt, hvor floden Trotuș løber ind i Siret, og har tidligere været en markedsby.
Byen administrerer tre landsbyer: Adjudu Vechi, Burcioaia og Șișcani, og har 15.178 (2021) indbyggere.

## Geografi
Adjud ligger på en slette og er omgivet af bakker på op til 400 meters højde ved foden af de Transsylvanske Alper. Byens gennemsnitlige højde er 100 meter over havets overflade. Det omkringliggende land er gunstigt for landbrug.
Klimaet er tempereret med en årlig gennemsnitstemperatur på 8-10 °C og en gennemsnitlig nedbør på 500 mm/m om året. Den er kendetegnet ved fremherskende nordenvind med vinde fra syd og sydøst i den varme årstid. På grund af sin placering i krydset mellem provinserne Moldavien, Valakiet og Transsylvanien, har det været et vigtigt vej- og jernbaneknudepunkt siden oldtiden. Byens areal var i 1997 på 5.911 ha, hvoraf 105 ha var dækket af bygninger og gårde.